# Liste des téléfilms produits par les studios Disney
Pour un article plus général, voir Walt Disney Television.
Cette liste regroupe les téléfilms produits par le studio Walt Disney Television.

## Liste des téléfilms

### Années 1960
- 1961
  - The Horsemasters[1]
- 1962
  - Hans Brinker ou les Patins d'Argent (Hans Brinker or the Silver Skates)
  - Sancho, The Homing Steer
  - Le Prince et le Pauvre (The Prince and The Pauper)
  - Escapade in Florence
  - Sammy, Le Phoque (Sammy, the Way-Out Seal)
  - La Vie de Beethoven (The Magnificent Rebel)
  - The Mooncussers
- 1963
  - Johnny Shiloh
  - L'Affaire du cheval sans tête (The Horse Without a Head)
  - La Guerre des Valses (The Waltz King)
- 1964
  - The Ballad of Hector the Stowaway Dog
  - Bristle Face
  - L'Épouvantail (The Scarecrow of Romney Marsh)
  - For the Love of Willadean
  - Cowboy Malgré Lui (The Tenderfoot)
- 1965
  - Kilroy
- 1966
  - The Legend of Young Dick Turpin
  - Ballerina
- 1967
  - Willie and the Yank
  - Atta Girl, Kelly!
  - A Boy Called Nuthin'
- 1968
  - Way Down Cellar
  - Pablo and the Dancing Chihuahua
  - The Young Loner
  -  Boomerang, Dog of Many Talents
  - Le Trésor des Récifs (The Treasure of San Bosco Reef)
- 1969
  - The Secret of Boyne Castle
  - Ride a Northbound Horse
  - Saint-Bernard et Cambrioleur (My dog, the thief)
  - The Secrets of the Pirate's Inn

### Années 1970
- 1970
  - Smoke
  - Menace on the Mountain
  - The Boy Who Stole the Elephant
  - The Wacky Zoo of Morgan City
  - Snow Bear
- 1971
  - Three Without Fear
  - L'Enfant du Marais
  - Hamad and the Pirates
  - Casse-Cou (Hacksaw)
  - Le Monstre de la Baie aux Fraises (The Strange Monster of The Strawberry Cove)
  - Lefty, The Dingaling Lynx
- 1972
  - Justin Morgan Had a Horse
  - Michael O'Hara
  - High Flying Spy
  - Chandar, The Black Leopard of Ceylon
- 1973
  - Le Mystère du Château de Dracula (The Mystery in Dracula's Castle)
  - The Boy and the Bronc Buster
  - Mustang
- 1974
  - The Whiz Kid and the Mystery at Riverton
  - Hog Wild
  - La Poursuite aux Diamants
  - Return of the Big Cat
  - Two Against the Arctic
- 1975
  - Le Ciel Est la Limite (Sky is The Limit)
  - Badger, le Blaireau (Badger)
  - The Secret of the Pond
- 1976
  - The Whiz Kid and the Carnival Caper
  - The Flight of the Grey Wolf
- 1977
  - Kit Carson et les Montagnards (Kit Carson and the Mountain Men)
  - Barry, Le Chien des Alpes (Barry of the Great St. Bernard)
  - Le Fantôme des Cyprès (The Ghost of Cypress Swamp)
  - The Track of the African Bongo
- 1978
  - The Million Dollar Dixie Deliverance
  - Trail of Danger
  - L’Énigme (Child of Glass)
  - The Young Runaways
- 1979
  - La Fille de Donovan
  - Shadow of Fear
  - London Connection
  - Born to Run
  - The Sky Trap

### Années 1980
- 1980
  - The Kids Who Knew Too Much
  - Sultan and the Rock Star
  - The Secret of Lost Valley
  - The Ghosts of Buxley Hall
- 1981
  - Le Relais Cherokee
- 1982
  - Tales of the Apple Dumpling Gang
  - Beyond Witch Mountain
  - The Adventures of Pollyanna
- 1986
  - S.V.P. Enfants ! (Help Wanted: Kids)
  - Le Chevalier lumière (Sidekicks: The Last Electric Knight)
  - 2 Pères et 1/2 (2 1/2 Dads)
  - Le prix de la liberté (The Girl Who Spelled Freedom)
  - Le chat pacha (The Richest Cat in the World)
  - L'Indestructible (I-Man)
  - Le droit de vivre (A Fighting Choice)
  - Fantômes pour rire (Mr. Boogedy)
  - Avoir 17 Ans ... à 40 Ans (Young Again)
  - Fuzzbucket, l'ami invisible (Fuzzbucket)
  - Un cerf dans la ville
  - Super Grand-Père (Casebusters)
  - Ma ville (My Town)
  - Drôle de héros
  - Opération Mildred
  - Trafics en tous genres (The B.R.A.T. Patrol)
  - Ask Max
  - Panique à l'orphelinat (The Leftovers)
  - Une singulière promesse (The Thanksgiving Promise)
  - Un sacré dimanche
  - Les Fluppy Dogs (Fluppy Dogs)
  - La Hotte magique (The Christmas Star)
- 1987
  - Double Star (Double Switch)
  - Panique au casino (You Ruined My Life)
  - Les Libérateurs (The Liberators)
  - Bigfoot
  - Le jeune Harry Houdini / Le magicien de l'étrange (Young Harry Houdini)
  - La Bande à Picsou : Le trésor de la vallée du Soleil d'Or (DuckTales: The Treasure of the Golden Suns)[2]
  - Doublement votre
  - La fiancée de Boogedy (Bride of Boogedy)
  - Chien malgré lui ! (The Return of The Shaggy Dog)
  - Student Exchange
- 1988
  - Totally Minnie
  - Les Voyageurs de l'infini (Earth Star Voyager)
  - Rock'n'Roll Mom
  - La Bande à Picsou : Le temps, c'est de l'argent (DuckTales: Time is Money)
  - Comment épouser sa prof quand on a quatorze ans ? (14 going on 30)
  - Splash, Too
  - Le détective fantôme
  - Muncey et Compagnie
  - Monte là-d'ssus / Professeur tête en l'air (The Absent-Minded Professor)
- 1989
  - Jack le Montagnard (Wild Jack)
  - La Bande à Picsou : Super Picsou (Super DuckTales)
  - Les Femmes de Papa (The Parent Trap 3)
  - Polly
  - Une mère courageuse
  - Tic & Tac, les rangers du risque, à la rescousse (Rescue Rangers to the Rescue)
  - The Parent Trap: Hawaiian Honeymoon

### Années 1990
- 1990
  - Lune de miel à Hawaï
  - Projet Exil (The Exil Project)
  - Haut comme le ciel (Sky High)
  - The Muppets at Walt Disney World
  - Polly Comin' Home !
  - Super Baloo : Quand les pirates s'en mêlent (TaleSpin: Plunder & Lightning)
  - Une maman pour Noël (A Mom for Christmas)
- 1991
  - Myster Mask : L'affaire Toros Bulba (Darkly Dawns the Duck)
  - La force de vaincre
  - Plymouth
  - Noël en péril (In the Nick of Time)
  - Winnie l'ourson : Noël à l'unisson (Winnie the Pooh and Christmas Too)
- 1992
  - Day-O
  - Have Yourself a Goofy Little Christmas
- 1993
  - Bonkers : Les Visitoons (Going Bonkers)
  - L'enfant miracle (Miracle Child)
- 1994
  - To My Daughter With Love
  - La montagne du courage
  - Un chien peut en cacher un autre (The Shaggy Dog)
- 1995
  - Gargoyles, le film (Gargoyles : The Heroes Awaken)
  - Un cerveau artificiel (The Computer Wore Tennis shoes)
  - Le mystère de la Montagne Ensorcelée (Escape to Witch Mountain)
  - Un vendredi de folie (Freaky Friday)
  - Pieds nus dans la jungle des studios (The Barefoot Executive)
- 1996
  - Préhistoire d'amour
  - Winnie l'Ourson : Hou ! Bouh ! et Re-Bouh ! (Winnie The Pooh: Boo to You Too !)
  - L'arbre de Noël (The Christmas Tree)
- 1997
  - Une fée bien allumée (Toothless)
  - La Tour de la Terreur / Le Fantôme d'Halloween (Tower of Terror)
  - La Légende de Cendrillon (Rodgers & Hammerstein's Cinderella)
  - Les ailes de la victoire (Angels in The Endzone)
  - Les Aventures d'Oliver Twist (Oliver Twist)
  - Un nouveau départ pour la Coccinelle (The Love Bug)
  - Flash
- 1998
  - Proviseur d'un jour (Principal Takes A Holiday)
  - Le combat de Ruby Bridges (Ruby Bridges)
  - Le parfum du succès (The Garbage Picking Field Goal Kicking Philadelphia Phenomenon)
  - Rendez-vous à la Maison-Blanche (My Date with the President's Daughter)
  - Pour tout l'or de l'Alaska (Goldrush: A Real Life Alaskan Adventure)
  - Mr. Headmistress
  - Le héros de la patrouille (Safety Patrol)
  - Des vacances mouvementées (Tourist Trap)
  - Les Nouveaux Robinson (Beverly Hills Family Robinson)
  - Miracle à Minuit (Miracle at Midnight)
  - La Nouvelle Arche (Noah)
  - Le Chevalier hors du temps (A Knight in Camelot)
  - Miss Murphy mène l’enquête (Murder She Purred: A Mrs Murphy Mystery)
  - Winnie l'Ourson : Thanksgiving (A Winnie the Pooh Thanksgiving)
- 1999
  - Les naufragés du Pacifique
  - Selma Lord Selma
  - À chacun son tour (A Saintly Switch)
  - Winnie l'Ourson : Je t'offre mon cœur (Winnie the Pooh: A Valentine for You)
  - Une niche pour deux (The Pooch and The Pauper)
  - La ferme aux ballons (Balloon Farm)
  - Démons et Merveilles (H-E Double Hockey Sticks)
  - Annie

### Années 2000
- 2000
  - Grandeur nature (Life-Size)
  - L'enfer de la mode (Model Behavior)
  - Mission secrète sur internet (Mail to The Chief)
  - L'ange du stade (Angels in The Infield)
  - Geppetto
  - Buzz l'Éclair, le film : Le Début des aventures (Buzz Lightyear of Star Command: The Adventure Begins)
  - D'étranges voisins (The New Adventures of Spin and Marty: Suspect Behavior)
  - The Miracle Worker
  - Le père Noël a disparu (Santa Who?)
- 2001
  - Le Royaume des voleurs (Princess of Thieves)
  - Ladies and The Champ
  - Le Souvenir en héritage (Bailey's Mistake)
  - Shirley Temple : La Naissance d'une star (Child Star: The Shirley Temple Story)
  - Walt, l'homme au-delà du mythe (Walt, The Man Behind The Myth)
- 2002
  - Confessions Of An Ugly Stepsister
- 2003
  - Eloïse, déluge au Plaza (Eloise at the Plaza)
  - Kim Possible : La Clé du temps (Kim Possible: A Sitch in Time)
  - Eloïse fête Noël (Eloise at Christmastime)
- 2004
  - Les Aventuriers des mondes fantastiques (A Wrinkle in Time)

### Années 2010
Note : Les épisodes longs ne sont pas inclus dans cette liste, a l'exception de ceux présentés comme des téléfilms lors de leurs diffusion.
- 2011
  - Phinéas et Ferb, le film : Voyage dans la 2e dimension (Phineas and Ferb - The Movie: Across the Second Dimension)
- 2012
  - Austin & Jessie & Ally : Tous ensemble ! (Austin & Jessie & Ally: All-Star New Year)
  - Shake It Up : Destination Japon (Shake It Up: Made in Japan)[3]
  - Princesse Sofia : Il était une fois une princesse (Sofia the First: Once Upon A Princess)
- 2013
  - Le Retour Des Sorciers : Alex Contre Alex (The Wizards Return: Alex vs. Alex)
  - Bonne chance Jessie : Un Noël à New-York (Good Luck Jessie: NYC Christmas)
- 2015
  - Les Bio-Teens vs. Mighty Med (Lab Rats vs. Mighty Med)
  - La Garde du Roi Lion : Un nouveau cri (The Lion Guard: Return of the Roar)
- 2016
  - Elena et le Secret d'Avalor (Elena and The Secret Of Avalor)
- 2017
  - Star vs. the Forces of Evil: The Battle for Mewni
  - La Garde du Roi Lion : L'Ombre de Scar (The Lion Guard : Rise of Scar)
  - La Bande à Picsou et l'Atlantide ! (DuckTales: Woo-oo!)
  - Baymax et les Nouveaux Héros : Le Retour (Big Hero 6: Baymax Returns)

### Années 2020
- 2020 
  - Raven au Camp Kikiwaka (Raven About Bunk'd)
- 2021
  - La Bande à Picsou : La dernière aventure ! (DuckTales: The Last Adventure!)

## Liste desDisney XD Original Movies
- 2009
  - Skyrunners : L'Odyssée des frères Burns (Skyrunners)[4]
- 2014
  - Jack Parker, Roi des menteurs (Pants On Fire)
- 2015
  - L'aventure de ouf de Mark et Russell (Mark & Russell's Wild Ride)

## Liste desDisney Junior Original Movies
- 2014
  - Lucky, un canard à la mer (Lucky Duck)[5]
- 2021
  - Mickey et la légende des deux sorcières (Mickey's Tale of Two Witches)
  - Mickey et Minnie, le vœu de Noël (Mickey & Minnie: Wish Upon a Christmas)

## Liste des téléfilmsFreeform
Depuis 2002, la chaîne ABC Family / Freeform du groupe Disney-ABC Television Group diffuse des téléfilms produits par d'autres sociétés que Disney. Néanmoins, depuis 2018, il arrive que la chaîne produisent elle-même certains téléfilms qu'elle diffuse.
- 2018
  - Life-Size 2: A Christmas Eve

## Téléfilms pour Disney+
Depuis 2020, Disney Channel produit également des téléfilms à destinations du service Disney+. Bien que produit par la chaîne, ils ne font pas partie de la collection des Disney Channel Original Movie et sont présentés comme des films originaux de Disney+.
- 2020 : Phinéas et Ferb, le film : Candice face à l'univers (Phineas and Ferb the Movie: Candace Against the Universe) de Bob Bowen
- 2020 : Société Secrète de la Royauté (Secret Society of Second-Born Royals) d'Anna Mastro
- 2022 : Sneakerella d'Elizabeth Allen[7]